# 天鶴座μ
天鶴座μ，又名CD-4114810，HD 211088、SAO 231055、HR 8486，是天鶴座的一颗恒星，视星等为4.79，位于銀經358.65，銀緯-55.16，其B1900.0坐标为赤經22h 9m 35.5s，赤緯-41° -55.16′ 39″。